# Капітолій штату Південна Кароліна
Капітолій штату Південна Кароліна (англ. South Carolina State House) розташований у місті Колумбія, столиці штату.
У будівлі Капітолія (англ. State House) розташовані парламент Південної Кароліни — двопалатна Генеральна Асамблея, а також офіси губернатора та віцегубернатора.
Будівля збудована у 1851 — 1875 роках у неокласичному стилі. Капітолій має висоту близько 55 м, довжину 91 м і ширину 30 м. Площа приміщень — 12 140 м².
5 червня 1970 року Капітолій був включений до Національного реєстру історичних місць США, а з 11 травня 1976 року йому надано статус національної історичної пам'ятки.
Капітальний ремонт виконала фірма Stevens and Wilkinson, його було завершено в серпні 1998 року.

### Додатково
- The State House History — South Carolina Legislature
- SC State House — SC Picture Project